# Witch house
Witch house (também conhecido como Drag, Haunted House, Screwgaze ou Crunk Shoegaze) é um gênero de música eletrônica ambiente de temática e de estética visual que surgiu no final dos anos 2000. A música é fortemente influenciada pelo hip-hop, sons ambientes/dark ambient e experimentação. Apresenta uso de sintetizadores, baterias eletrônicas, amostras de sons obscuros, É monótona repetitiva e fortemente editada.
O Witch house na estética visual inclui coisas ocultas, feitiçaria, xamanismo e obras de arte de inspiração de terror, colagens e fotografias, bem como o uso significativo de elementos tipográficos, tal como teorias da conspiração e símbolos Unicode. Muitas obras de artistas de witch house inclui visuais incorporando temas dos anos 60s, filmes de dos 70 anos e 80 anos de culto e de terror obscuro, a série de televisão Twin Peaks, horror inspirado em vídeos dark web, e principais celebridades da cultura pop. Elementos tipográficos comuns em nomes de artistas e faixas incluem triângulos, cruzes e outros símbolos Unicode, que são vistos por alguns como um método de manter a cena underground e mais difícil de pesquisar na Internet.

## Influências e estilo
Apesar do nome do gênero, witch house não tem muitas semelhanças com a música house, aplicando, em vez disso, técnicas enraizadas em hip-hop - diminuiu drasticamente tempos com salto, batidas paradas cronometradamente  -. Juntamente com elementos de gêneros como o ruído, zumbido, e shoegaze. Witch house é também influenciada por obscuras bandas góticas dos anos 80, incluindo Cocteau Twins, The Cure, Christian Death, Dead Can Dance e The Opposition, além de ser fortemente influenciado por certas bandas industriais e experimentais, como Psychic TV e Coil. O uso Backmasking, de caixa de ritmos, atmosferas sonoras, amostras assustadoras, melodias escuras influenciado-synthpop, reverb denso e vocais fortemente alteradas ou distorcidas são os atributos principais que caracterizam o som do gênero. O conceito começou como uma brincadeira, com Travis Egedy (normalmente conhecido pelo nome artístico Pictureplane) e seus amigos cunharam o termo em 2009 para referir-se a seu estilo de música. Pouco depois sendo mencionado a Pitchfork, e outros blogs da imprensa musical do mainstream começaram a usar o termo.
Muitos artistas do gênero lançaram remixes de músicas pop e rap, ou mixes de diferentes músicas.